# Damian Jones
Damian William Jones (Baton Rouge, 30 de junho de 1995) é um jogador norte-americano de basquete profissional que atualmente joga no Cleveland Cavaliers da National Basketball Association (NBA).
Ele frequentou a Universidade Vanderbilt e foi selecionado pelo Golden State Warriors como a 30ª escolha geral no draft da NBA de 2016. Pelos Warriors, ele foi campeão da NBA por duas vezes nas temporadas de 2016–17 e 2017–18.

## Carreira no ensino médio
Jones frequentou a Scotlandville Magnet High School em Baton Rouge, Louisiana, onde obteve uma média de 15,4 pontos, 8,0 rebotes, 4,0 bloqueios e 2,0 assistências em seu último ano.
Ele foi classificado pela Rivals.com como um recruta de quatro estrelas e se comprometeu com a Universidade Vanderbilt.

## Carreira universitária
Em três temporadas em Vanderbilt, Jones jogou em 99 jogos e obteve médias de 13,3 pontos, 6,4 rebotes, 1,69 bloqueios em 27,2 minutos. Ele foi selecionado para a Primeira-Equipe da SEC em seu segundo e terceiro ano.
Jones acertou 56,6% de seus arremessos durante sua carreira colegial, a terceira melhor marca da história de Vanderbilt, enquanto terminou em segundo na lista de bloqueios na história da universidade (167).
Em seu último ano, Jones jogou em 33 jogos e obteve média de 13,9 pontos, 6,9 rebotes e 1,64 bloqueios e ajudou Vanderbilt a sua ter primeira vaga no Torneio da NCAA desde 2011-12.
Em 14 de abril de 2016, Jones se declarou o draft da NBA, deixando seu último ano de elegibilidade para a faculdade.

## Carreira profissional

### Golden State Warriors (2016–2019)
Enquanto treinava com o Orlando Magic antes do draft, Jones sofreu uma lesão no músculo peitoral no braço direito que exigiu cirurgia. Apesar disso, Jones foi selecionado pelo Golden State Warriors com a 30ª escolha geral no draft da NBA de 2016. Ele assinou um contrato de 4 anos e US$6.3 milhões com os Warriors em 13 de julho e fez sua estreia na NBA em 10 de dezembro contra o Memphis Grizzlies.
Em 1 de fevereiro de 2017, em seu primeiro jogo pelos Warriors no Oracle Arena, Jones marcou seus primeiros pontos na NBA em uma vitória de 126-111 sobre o Charlotte Hornets. Ele jogou em 10 jogos da temporada regular e quatro jogos dos playoffs na temporada de 2016-17. Os Warriors foram campeões em 2017, após derrotar o Cleveland Cavaliers por 4-1 nas finais da NBA. 
Na temporada de 2017-18, Jones jogou em 15 jogos da temporada regular e quatro jogos dos playoffs, quando os Warriors retornou às finais da NBA, onde venceu seu segundo título consecutivo. Durante suas duas primeiras temporadas, ele jogou vários jogos no Santa Cruz Warriors, afiliado dos Warrios na G-League.
Jones se tornou o pivô titular na temporada de 2018-19, sendo titular em 22 dos primeiros 24 jogos dos Warriors. Em 1 de dezembro de 2018, ele sofreu um rompimento do músculo peitoral esquerdo em uma derrota de 111-102 para o Detroit Pistons. Inicialmente, ele foi descartado para a temporada depois de uma cirurgia para reparar o músculo. Ele voltou à ação durante as finais da Conferência Oeste. Os Warriors chegaram à final da NBA de 2019, onde perdera para o Toronto Raptors em seis jogos.

### Atlanta Hawks (2019–2020)
Em 8 de julho de 2019, Jones, juntamente com uma escolha da segunda rodada do draft da NBA de 2026, foi negociado para o Atlanta Hawks em troca de Omari Spellman.

### Phoenix Suns (2020–2021)
Em 30 de novembro de 2020, Jones assinou um contrato de 2 anos e US$ 3.7 milhões com o Phoenix Suns. Em 14 jogos, ele teve médias de 1.6 pontos e 1.3 rebotes
Em 23 de fevereiro de 2021, Jones foi dispensando pelo Suns.

### Los Angeles Lakers (2021)
Em 26 de fevereiro de 2021, Jones assinou um contrato de 10 dias com o Los Angeles Lakers. Em 11 de março, os Lakers o contrataram novamente por mais 10 dias.

### Sacramento Kings (2021–2022)
Em 7 de abril de 2021, Jones assinou um contrato de 10 dias com o Sacramento Kings. Ele assinou outro 10 dias depois. Em 28 de abril, Jones assinou um contrato de até o fim da temporada com os Kings após jogar em seis partidas, incluindo duas como titular.

### Retorno ao Lakers (2022–2023)
Em 1 de julho de 2022, Jones assinou um contrato de 2 anos e US$4.8 milhões com o Los Angeles Lakers.

### Utah Jazz (2023)
Em 9 de fevereiro de 2023, Jones foi negociado para o Utah Jazz em uma troca envolvendo três equipes. Ele estreou pelo Jazz em 15 de fevereiro, registrando sete pontos, dois rebotes e dois bloqueios em uma derrota por 117-111 para o Memphis Grizzlies.
Em 20 de junho de 2023, Jones exerceu sua opção de jogador de US$2.59 milhões para retornar ao Jazz na temporada de 2023-24.

### Cleveland Cavaliers (2023–Presente)
Em 8 de julho de 2023, Jones foi negociado para o Cleveland Cavaliers.

## Estatísticas

### NBA

#### Temporada regular
| Ano      | Equipe       | PJ  | PT | MPJ  | AP   | 3P   | LL   | RT  | AS  | BR | TO  | PPJ |
| -------- | ------------ | --- | -- | ---- | ---- | ---- | ---- | --- | --- | -- | --- | --- |
| 2016–17† | Golden State | 10  | 0  | 8.5  | .500 | —    | .300 | 2.3 | .0  | .1 | .4  | 1.9 |
| 2017–18† | Golden State | 15  | 0  | 5.9  | .500 | —    | .600 | .9  | .1  | .1 | .2  | 1.7 |
| 2018–19  | Golden State | 24  | 22 | 17.1 | .716 | —    | .649 | 3.1 | 1.2 | .5 | 1.0 | 5.4 |
| 2019–20  | Atlanta      | 55  | 27 | 16.1 | .680 | .222 | .738 | 3.7 | .6  | .5 | .7  | 5.6 |
| 2020–21  | Phoenix      | 14  | 0  | 6.7  | .500 | .000 | .545 | 1.3 | .3  | .1 | .4  | 1.6 |
| 2020–21  | L.A. Lakers  | 8   | 6  | 14.0 | .941 | —    | .917 | 3.3 | .1  | .1 | .9  | 5.4 |
| 2020–21  | Sacramento   | 17  | 4  | 20.0 | .657 | .250 | .714 | 4.5 | 1.4 | .5 | 1.0 | 6.9 |
| 2021–22  | Sacramento   | 56  | 15 | 18.2 | .658 | .345 | .718 | 4.4 | 1.2 | .5 | .8  | 8.1 |
| 2022–23  | L.A. Lakers  | 22  | 1  | 8.0  | .541 | .000 | .750 | 2.5 | .2  | .1 | .5  | 2.5 |
| 2022–23  | Utah         | 19  | 0  | 15.8 | .714 | .714 | .778 | 3.5 | .6  | .3 | .5  | 4.6 |
| 2023–24  | Cleveland    | 39  | 0  | 6.9  | .597 | .214 | .857 | 1.6 | .4  | .2 | .3  | 2.7 |
| Carreira | Carreira     | 279 | 75 | 12.4 | .636 | .249 | .687 | 2.8 | .5  | .2 | .6  | 4.2 |

#### Playoffs
| Ano      | Equipe       | PJ | PT  | MPJ | AP    | 3P | LL   | RT  | AS | BR | TO | PPJ |
| -------- | ------------ | -- | --- | --- | ----- | -- | ---- | --- | -- | -- | -- | --- |
| 2017†    | Golden State | 4  | 0   | 5.3 | .429  | —  | .500 | 1.5 | .0 | .5 | .3 | 1.8 |
| 2018†    | Golden State | 4  | 0   | 2.8 | .500  | —  | .667 | .8  | .0 | .0 | .0 | 1.0 |
| 2019     | Golden State | 4  | 1   | 2.0 | 1.000 | —  | .500 | .5  | .0 | .0 | .0 | .8  |
| Carreira | Carreira     | 12 | 509 | 3.3 | .643  | —  | .555 | .9  | .0 | .1 | .0 | 1.2 |

### Universitário
| Ano      | Equipe     | PJ | PT | MPJ  | AP   | 3P   | LL   | RT  | AS  | BR | TO  | PPJ  |
| -------- | ---------- | -- | -- | ---- | ---- | ---- | ---- | --- | --- | -- | --- | ---- |
| 2013–14  | Vanderbilt | 31 | 28 | 25.7 | .543 | —    | .545 | 5.7 | .2  | .3 | 1.4 | 11.3 |
| 2014–15  | Vanderbilt | 35 | 34 | 29.1 | .562 | .200 | .599 | 6.5 | .7  | .6 | 2.0 | 14.5 |
| 2015–16  | Vanderbilt | 33 | 33 | 26.2 | .590 | .000 | .536 | 6.9 | 1.2 | .2 | 1.6 | 13.9 |
| Carreira | Carreira   | 99 | 95 | 27.0 | .565 | .100 | .560 | 6.3 | .6  | .3 | 1.6 | 13.2 |

Fonte: